# Галина Георгиева (политик)
Галина Събева Георгиева е български политик от „Продължаваме промяната“. Народен представител в XLVII народно събрание.

## Биография
Галина Георгиева е родена на 16 август 1974 г. в град Толбухин, Народна република България.
На парламентарните избори през ноември 2021 г. като кандидат за народен представител е 2-ра в листата на „Продължаваме промяната“ за 8 МИР Добрич, откъдето е избрана.